# (1353) Maartje
(1353) Maartje es el asteroide número 1353 situado en el cinturón principal. Fue descubierto por el astrónomo Hendrik van Gent desde la estación meridional de Leiden en Johannesburgo, República Sudaficana, el 13 de febrero de 1935. Su designación alternativa es 1935 CU. Lleva el nombre de "Maartje" Maria Lindenburg Mekking (1924-2007), hija del astrónomo holandés B. G. Mekking (1903-1971).